# Quint Salvidiè Rufus
Quint Salvidiè Rufus (llatí: Quintus Salvidienus Rufus) va ser un cavaller romà d'origen humil. Va ascendir mercès a Octavi (August) amb qui es trobava a Apol·lònia d'Il·líria i va recomanar l'assassinat de Juli Cèsar, que després es va produir (44 aC). Va servir llavors Octavi i l'any 42 aC va rebre el comandament de la flota contra Sext Pompeu, tot i que després d'alguns èxits menors defensant les costes d'Itàlia, va ser derrotat en aigües de Brundusium sota la mirada d'Octavi, i es va haver de retirar.
A la tornada d'Octavi de Grècia, on havia derrotat Cassi i Brut, Salvidiè Rufus va ser enviat a Hispània, però abans de creuar els Alps, Octavi el va cridar a Itàlia per fer front a Luci Antoni i Fúlvia que havien desfermat l'anomenada guerra de Perusa. En la lluita que va seguir (41 aC a 40 aC) va ser un dels legats d'Octavi, prenent part activa en la lluita.
Al final de la guerra va ser enviat a la Gàl·lia Narbonense. Tot i que Octavi li va donar diversos honors i li va prometre el consolat, va tenir tractes secrets amb Marc Antoni, i va induir les tropes de la seva província a desertar d'Octavi. Però la seva proposta va arribar tard, ja que Marc Antoni i Octavi van fer les paus i Salvidiè va quedar al descobert; cridat a Roma, Octavi el va acusar davant del senat i el va fer condemnar a mort (40 aC). Segons Titus Livi es va suïcidar abans de ser executat.